# Frédéric Monetti
Frédéric Monetti (Nizza, 1º gennaio 1968) è un ex cestista francese.

## Carriera
Con la Francia ha disputato i Campionati europei del 1987.